# La Guilde de la mer
La Guilde de la mer est une série de bande dessinée située dans un univers fantastique animalier.
- Scénario et dessins : Nancy Peña
- Couleurs : Gally (tome 1), Jean-Marie Jourdane (tome 1) et Maëla Cosson (tome 2)

## Synopsis
Le monde de la Grande Mer est divisé en états habités par des races différentes. Gib, un jeune métis, est recueilli par un navire de contrebandiers, au service de la société marchande de la Guilde de la Mer.

## Albums
- Tome 1 : Au point de devant (avril 2006)
- Tome 2 : Au point d'entre-deux (juin 2007)

## Éditeurs
- La boîte à bulles : Tomes 1 et 2 (première édition des tomes 1 et 2).

## Liens
- Le site de la série

- Le blog de Nancy Peña